# Departamento de Bir Mogrein
Birmoguren o Bir Mogrein es un departamento de la región de Tiris Zemmur, en Mauritania. En marzo de 2013 presentaba una población censada de 3897 habitantes. Está formado por la siguiente comuna, que se muestran asimismo con población de marzo de 2013:
- Bir Mogrein, pueblos: Aïn Ben Tili, Chegga. 3,897[1]